# Martin-Tamarin
Der Martin-Tamarin, auch Martin-Mantelaffe oder Ockermanteltamarin (Saguinus martinsi), ist eine Primatenart aus der Gattungsgruppe der Tamarine, die zur Familie der Krallenaffen (Callitrichidae) gezählt wird. Er ist eng mit dem Zweifarbentamarin verwandt und wird manchmal als dessen Unterart betrachtet. Die Art ist nach Oscar Martins benannt, der das Typexemplar gefangen hatte. Er war Taxonom beim Naturkundemuseum im brasilianischen Belém.

## Merkmale
Martin-Tamarine erreichen eine Kopfrumpflänge von 21 bis 25 Zentimetern, eine Schwanzlänge von 36 bis 40 Zentimeter und ein Gewicht von rund 450 Gramm. Zu ihren auffälligsten Kennzeichen gehört der unbehaarte, schwarze Kopf mit den großen Ohren. Ihr Fell ist meist bräunlich, es gibt zwei farblich unterschiedliche Unterarten. Beim Eigentlichen Martin-Tamarin (Saguinus martinsi martinsi) ist der Rücken dunkelbraun, die Schultern, Arme und die Unterseite sind hellbraun. Der Ocker-Tamarin (Saguinus martinsi ochraceus) ist durchgehend ockerbraun gefärbt. Wie bei allen Krallenaffen befinden sich an den Fingern und Zehen (mit Ausnahme der Großzehe) Krallen statt Nägeln.

## Verbreitung und Lebensraum

Verbreitungsgebiet (rot)

Martin-Tamarine leben ausschließlich im Amazonasbecken im nördlichen Brasilien. Ihr kleines Verbreitungsgebiet liegt entlang des Rio Nhamundá, wobei die Unterart S. m. ochraceus westlich und S. m. martinsi östlich dieses Flusses vorkommt. Ihr Lebensraum sind mit dichtem Unterholz bestandene Regenwälder.

## Lebensweise
Diese Primaten sind tagaktive Baumbewohner, die sich vierbeinig und springend durch das Geäst fortbewegen. Sie leben in Gruppen von drei bis zehn Tieren zusammen. Ihre Nahrung besteht aus Früchten und Insekten.
Wie bei allen Tamarinen pflanzt sich nur das dominante Weibchen der Gruppe fort und paart sich mit allen Männchen der Gruppe, ein unter Säugetieren seltenes Phänomen, das als Polyandrie bezeichnet wird. Nach einer rund 140- bis 150-tägigen Tragzeit kommen meist Zwillinge zur Welt. Die Aufzucht des Nachwuchses obliegt vorwiegend den Männchen, sie tragen die Kinder herum und bringen sie dem Weibchen lediglich zum Säugen.

## Gefährdung
Martin-Tamarine bewohnen ein relativ dünn von Menschen besiedeltes Gebiet und sind derzeit keinen direkten Bedrohungen ausgesetzt. Die IUCN listet sie als nicht gefährdet (least concern).